# 天文期刊
天文期刊（Astronomical Journal，AJ）是由美國天文學會委託英國物理學會出版社發行的科學期刊。這是目前世界上最重要的幾個天文學期刊。2008年以前是由美國天文學會委託芝加哥大學出版社出版。2009年1月起才更改。另外兩個重要的天文學期刊，天文物理期刊和天文物理期刊增刊系列也在2009年1月改由英國物理學會出版社出版。

## 歷史
天文期刊是在1849年由天文學家班傑明·古爾德發行（Benjamin A. Gould）。1861年因為南北戰爭而停刊，1885年復刊。1909年至1941年編輯部在紐約州阿爾巴尼。1941年起轉由美國天文學會發行。 
1998年1月起天文期刊發行電子版。2006年7月起電子版與印刷版各自獨立發行。現任總編輯是威斯康辛大學麥迪遜分校的約翰·葛拉漢三世；副總編輯是辛辛納提大學的Margaret M. Hanson。

## 歷任編輯
- 2005-current, 約翰·葛拉漢三世
- 1984-2004, Paul W. Hodge
- 1980-1983 N. H. Baker
- 1975-1979 N. H. Baker和L. B. Lucy
- 1967-1974 羅德外克·沃爾徹[3] (with Baker and Lucy for later volumes)
- 1966-1967, 傑拉德·莫里斯·克萊門斯[4]
- 1965-1966 德克·布劳威尔和傑拉德·莫里斯·克萊門斯
- 1963-1965 德克·布劳威尔
- 1959-1963 德克·布劳威尔和哈蘭·詹姆士·史密斯
- 1941-1959 德克·布劳威尔
- 1912-1941 班傑明·伯斯
- 1909-1912 路易斯·伯斯
- 1896-1909 賽斯·卡羅·錢德勒
- 1849-1861; 1885-1896 班傑明·古爾德

## 外部連結
- Official website at the IOP
- Dudley Observatory, Astronomical Journal
- Scanned issues (1849-1997) from ADS